# Hospitalstorget

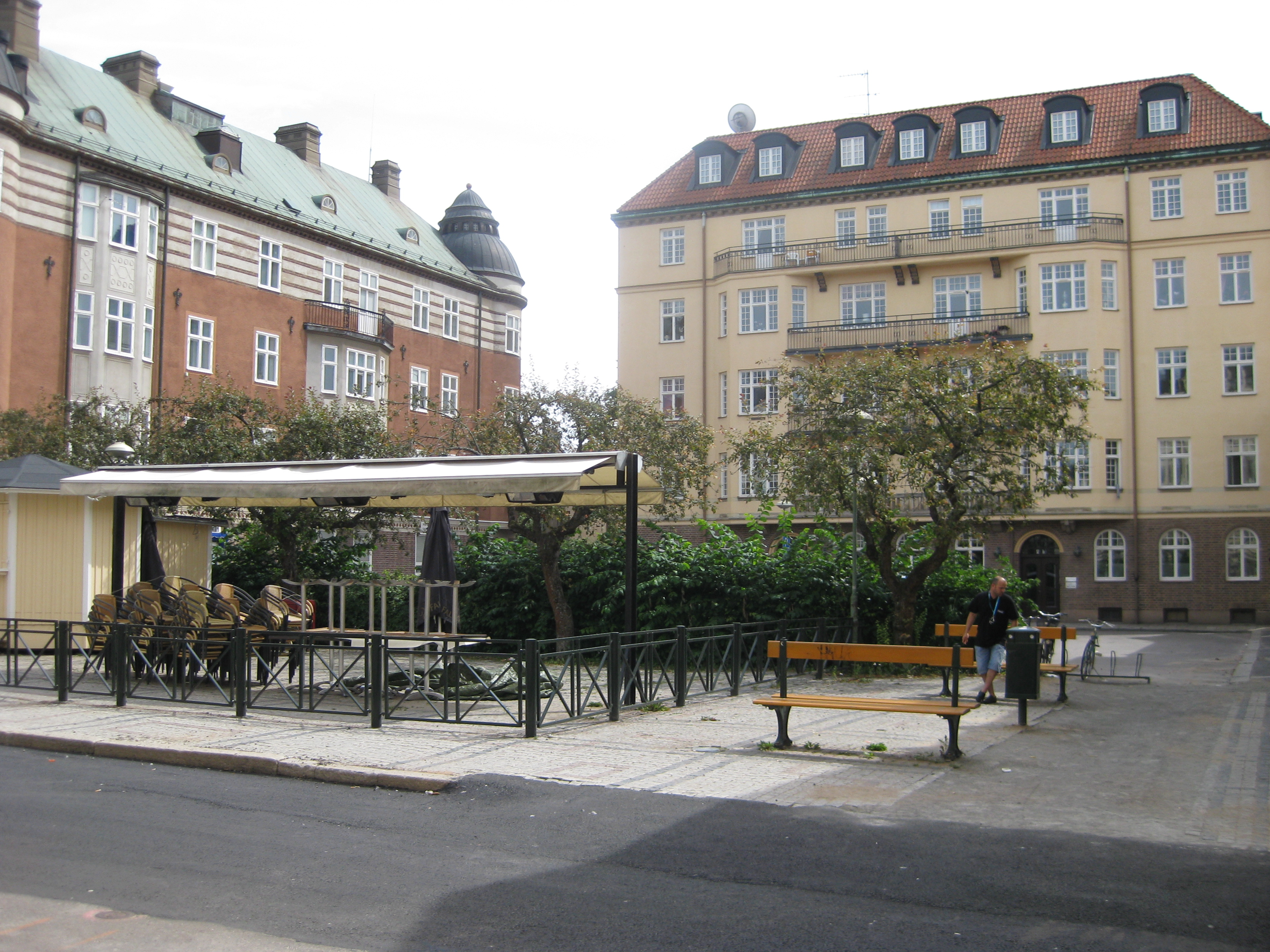
Hospitalstorget

Hospitalstorget är ett torg beläget i Linköpings innerstad där Nygatan korsar Hospitalsgränd. Även Stora bastugatan och Bokhållaregatan ansluter till torget.
Platsens namn kommer av att stadens medeltida hospital låg här. När detta flyttade till Vadstena omvandlades det 1782 till ett mindre lasarett som låg här till 1895.